# 738 v.Chr.
Het jaar 738 v.Chr. is een jaartal volgens de christelijke jaartelling.

## Gebeurtenissen

### Palestina
- Koning Pekahia heerser over het koninkrijk Israël.

### Assyrië
- Koning Tiglat-Pileser III begint een veldtocht naar Syrië en Palestina.
- Het Assyrische leger verovert de stad Kullania in het noordwesten van Syrië.
- Tiglat-Pileser III verslaat de Armeense coalitie, Fenicië wordt ingelijfd bij het Assyrische Rijk.
- In Aššur komt de koningslijst van Khorsabad (KHKL) gereed.

## Overleden
- Menahem, koning van Israël